# Casta divina
Casta divina es un apelativo que en el estado de Yucatán, y por extensión en México, fue usado para denominar con sarcasmo a un grupo social compuesto por la plutocracia criolla, emergida desde principios del siglo XIX y consolidada durante la Guerra de Castas. Tiene una connotación histórica y  está referido a circunstancias, personajes, hechos políticos y sociales ocurridos en las postrimerías del siglo XIX y a principios del siglo XX en el contexto de la Guerra de Castas, el México porfiriano y la revolución mexicana en tal entidad federativa.
Se ha atribuido la forja del apelativo al general Salvador Alvarado jefe del ejército constitucionalista en el sureste de México y gobernador preconstitucional de Yucatán de 1915 a 1917, aunque los autores Sauri y Sierra (op cit.) señalan que el término fue acuñado desde finales del siglo XIX para denominar a la élite de élites de la plutocracia yucateca que se enseñoreo a partir de la guerra de castas, aprovechando el poderío económico que le brindó el control omnímodo de la agroindustria henequenera.

## Historia y personajes involucrados
A partir de mediados del siglo XIX, Eusebio Escalante Castillo, con financiamiento de la firma norteamericana Thebaud Brothers, había logrado desarrollar la Industria henequenera en Yucatán, estableciéndola como un próspero negocio de exportación de materias primas hacía los países industrializados de Europa y América del Norte.  Siguiendo el ejemplo de Escalante, muchas de las familias tradicionales de hacendados, algunos de ellos conocidos e importantes propietarios desde épocas de la colonia, lograron concentrar la producción de sus propiedades en la exportación del henequén. Entre estas familias destacan apellidos como los Cámara, Peón, Vales, Castillo, Ponce, Regil, Barbachano, Arrigunaga, Palomeque, Zavala, entre otros.  
En la primera década del siglo XX, se llegó a afirmar que la industria del henequén produjo más millonarios per capita en Mérida que en cualquier otra parte del mundo. A fines del siglo XIX, el auge del henequén estuvo acompañado por el crecimiento de otras materias primas del Yucatán decimonónico, como son el azúcar, el caucho y el chicle. La prosperidad que se generó se concentró en un pequeño grupo de familias, todas de origen criollo, con vínculos de parentesco entre sí. Los integrantes de esta oligarquía recibieron varios apodos por parte de sus críticos, incluyendo los “cincuenta reyes del henequén” (Kenneth Turner) o la “casta divina” (Alvarado). Como señala Quezada:

“Entre 1880 y 1915 en la entidad había cerca de 1000 haciendas henequeneras, de las cuales 850 contaban con plantas desfibradoras y empacadoras, en manos de aproximadamente 400 familias. Pero un grupo de 20 o 30, que concentraba la propiedad de la tierra, era capaz de producir 50% del henequén, de controlar cerca de 90% de su comercio, de dirigir, desde luego, los destinos políticos regionales; en otras palabras, conformaba una oligarquía. Entre sus más destacados integrantes de encontraban Eusebio Escalante Castillo, Eusebio Escalante Bates, Carlos Peón Machado, Pedro Peón Contreras, Leandro León Ayala, Raymundo Cámara Luján, José María Ponce Solís, Enrique Muñoz Arístegui, Olegario Molina Solís y Avelino Montes."

Cabe destacar que muchos de estos hacendados eran simpatizantes del partido conservador y no de la camarilla del gobernador Olegario Molina Solís de tendencia liberal:

“un grupo de comerciantes y hacendados yucatecos unieron sus intereses y capitales para conformar una sociedad similar. Así aprovechando la situación económica que atravesó Yucatán, se conformó un grupo de comerciantes conservadores, integrante de la oligarquía porfiriana regional como Eusebio Escalante y Bates, Raymundo Cámara Luján y Agustín Vales Castillo, entre otros, que conformaron la denominada “Lonja Meridiana” y la camarilla afín al recién electo gobernador, el general Francisco Cantón Rosado.”

En 1902, recién terminada la Guerra de las Castas, el presidente Porfirio Díaz en uso de su poder político aprovechó para desechar la candidatura de Francisco Cantón (conservador) a la gubernatura de Yucatán, favoreciendo a Olegario Molina (liberal). Ese mismo año, a pesar de las protestas de diversos sectores de la población yucateca, el general Díaz ordenó la escisión de Quintana Roo del territorio yucateco. Forzado a retirarse de la vida pública, Francisco Cantón decidió retirarse también de la vida económica, vendiendo sus negocios a Eusebio Escalante Castillo.
El principal competidor de los Escalante era, precisamente, Olegario Molina Solís, un abogado e ingeniero que pese a ser nuevo rico, pues no pertenecía a las tradicionales familias de abolengo en Yucatán, logró amasar una significativa fortuna a la sombra de su cercanía con el porfiriato y con el grupo Los Científicos. Asociado con su yerno, Avelino Montes, construyó un imperio a la sombra del poder gubernamental. Cercano al régimen del general Díaz, un dictador militar que gobernó México por tres décadas, Molina Solís pudo aprovecharse del pánico financiero de 1907 que puso en aprietos a los Escalante para consolidarse como el principal exportador de henequén, aunque en realidad solo era un agente de la International Harvester Company, un conglomerado norteamericano. Como señala el mismo Kenneth Turner, Olegario Molina se convirtió en el principal oligarca yucateco:

“El principal entre los reyes del henequén de Yucatán es Olegario Molina, ex gobernador del Estado y secretario de Fomento de México. Sus propiedades, tanto en Yucatán como en Quintana Roo, abarcan más de 6 millones de hectáreas: un pequeño reino. Los 50 reyes del henequén viven en ricos palacios en Mérida y muchos de ellos tienen casas en el extranjero. Viajan mucho, hablan varios idiomas y con sus familias constituyen una clase social muy cultivada. Toda Mérida y todo Yucatán, y aun toda la península, dependen de estos 50 reyes del henequén. Naturalmente, dominan la política de su Estado y lo hacen en su propio beneficio.”

Dada su preponderancia en la vida económica y política del estado, varios hacendados de las familias tradicionales tuvieron que asociarse para enfrentar el poder de Molina que amenazaba con monopolizar la vida política y económica del Estado. Como bien señala Dulce María Sauri:

“En esos años aparece como el propósito fundamental de la asociación entre hacendados henequeneros, su defensa frente al grupo encabezado por Olegario Molina y su yerno Avelino Montes. Los obstáculos que tenían enfrente eran de gran envergadura, pues al poder económico, Olegario Molina sumaba el poder político que continuaba ejerciendo a través de quien los había sucedido en el gobierno del estado al ser nombrado ministro de Fomento […] en el gabinete de Porfirio Díaz en 1906. En esta situación radica la causa de distancia que mantuvieron las distintas asociaciones de hacendados henequeneros con las autoridades gubernamentales, tanto locales como federales.”

La misma Sauri dice: “La relación de estos hacendados con el poder público cambió con la revolución maderista y con el ascenso de José María Pino Suárez al gobierno de Yucatán en 1911…de este grupo surgiría el gobernador Nicolás Cámara Vales.” Por otra parte, Pacheco Bailón señala que: 

“debe recordarse, por cierto, que por entonces los grandes propietarios rurales que habían formado para del antiguo régimen y sustentaban el sistema tradicional (oligárquico), permanecían vigentes; sus vínculos incluían a los dirigentes del maderismo local, quienes mantenían posiciones más moderadas – diríase conservadoras – que en otras entidades. De hecho, la esposa de Pino Suárez, María Cámara Vales, era hija de familias de hacendados con amplios recursos económicos, que habían mantenido mucha cercanía con el antiguo régimen: Raymundo Cámara Luján y Carmen Vales Castillo. Incluso, uno de los hermanos de María (Nicolás) sería gobernador del estado un año más tarde.”

El gobierno maderista de Nicolás Cámara Vales estableció la Comisión Reguladora del Mercado del Henequén en 1912. Se trataba pues de un intento de regular los precios y permitir mayor acceso al mercado a los hacendados, reduciendo así el monopolio de la International Harvester y de Molina-Montes. No obstante, en febrero de 1913, el gobierno maderista fue derrocado en un golpe de Estado que se ha conocido en la historiografía nacional como la decena trágica. Ante esta situación, el gobernador Cámara Vales fue forzado a presentar su renuncia por el nuevo régimen militar del general Victoriano Huerta. Durante este periodo, y pese a estar exiliado en La Habana, Olegario Molina seguía dominando por medio de testaferros la política y la economía de su estado natal.
En 1915, colapsado el régimen Huertista, Venustiano Carranza, jefe máximo del Ejército Constitucionalista, envió al general Salvador Alvarado a Mérida con el propósito de hacer valer los postulados de la revolución en la península de Yucatán. Tras haber vencido en batalla al sublevado Abel Ortiz Argumedo, se encontró con una grave descomposición política y social producto principalmente del sojuzgamiento en que vivía una gran parte de la sociedad yucateca a manos de un grupo oligárquico integrado por comerciantes, industriales y terratenientes que dominaban no solo la industria henequenera, principal actividad económica de la región, sino en general, prácticamente todas las actividades productivas importantes del estado.  
Dicen Sauri y José Luis Sierra Villarreal, en su libro La Casta Divina, por dentro y por fuera: 

Antes que la Revolución llegara a Yucatán, un reducido número de personas tenía el control o dominio económico del Estado, en combinación con los "trusts" extranjeros, cuyo agente, Avelino Montes, español de origen, yerno y socio de Olegario Molina, era el verdadero amo del Estado, en contubernio con unos cuantos grandes henequeneros. Ese grupo encabezado por Montes dominaba en el gobierno, en los bancos, en los ferrocarriles, en educación, en beneficencia, en la iglesia y hasta en las fiestas de sociedad. El que no pertenecía a la CASTA estaba condenado a ser excluido de todo. ‘No se movía la hoja del árbol’ sin la voluntad de la CASTA. Los  Creel y los  Terrazas no eran sino unos pobres aprendices, que debieron ir a Yucatán a recibir lecciones...A cambio del apoyo incondicional y del dinero que ofrecían a todos los gobiernos, los hacendados solo exigían la protección y la intervención de las autoridades para conservar la odiosa servidumbre esclavista de las haciendas de Yucatán... REACCIONARIOS, CASTA PRIVILEGIADA y CASTA DIVINA (Salvador Alvarado utilizó mayúsculas para referirse a ese grupo a lo largo del texto citado) fueron los epítetos que el militar sinaloense aplicó a los integrantes de la apretada élite henequenera que controlaban a la sociedad yucateca, cuya destrucción cobró carácter estratégico para el general constitucionalista.

El general Alvarado intentó terminar con el dominio de la Casta Divina no solo en lo político y económico sino hasta en los social.  Algunos de los sitios donde la plutocracia  yucateca gustaba de reunirse incluían “El Liceo de Mérida”, “La Unión”, “La Lonja Meridiana”, el “Casino Español” y la “Beneficencia Española”, mismos que: 

“reunían a lo más granado de la sociedad meridana … y se distinguía por el lujo y la ostentación de sus actividades. En el exclusivo local de La Lonja Meridana era donde daban sus bailes, a los que sólo tenían acceso socios e invitados, todos ellos blancos, mientras el pueblo “gustaba” (expresión yucateca para expresar el acto de mirar) desde la calle […] Así pues, una noche de marzo de 1916, en los resplandecientes salones de La Lonja, se escucharon, como siempre, cuadrillas, lanceros, valses, mazurcas, danzas y danzones. Sin embargo, en los pisos de mármol resonaron esta vez las alpargatas de los mestizos, y las lunas francesas reflejaron no las pieles, los vestidos y las joyas comprados en París, sino los ternos y los rosarios de filigrana de las mestizas meridanas. Con cuánta satisfacción habrá contemplado el general Alvarado aquella metáfora del triunfo del pueblo mestizo sobre la oligarquía. Con cuánto horror habrán visto los socios del Liceo de Mérida aquel signo inequívoco de los nuevos tiempos.”